# Cayaponia leucosticta
Cayaponia leucosticta är en gurkväxtart som beskrevs av Paul Carpenter Standley. Cayaponia leucosticta ingår i släktet Cayaponia och familjen gurkväxter. Inga underarter finns listade i Catalogue of Life.